# Дамаскін (Руднєв)
Єпископ Дамаскін (в миру Дмитро Єфимович Семенов-Руднєв; січень 1737, Московська губернія — 18 (29) грудня 1795, Москва) — єпископ синодальної Російської православної церкви, єпископ Нижегородський і Алатирський. Археограф, бібліограф, філолог.

## Біографія
Народився в січні 1737 в Московській губернії в родині священика.
У 1750 році вступив у Крутицьку духовну семінарію; в 1752 році був переведений у Слов'яно-греко-латинську академію, де отримав прізвище Руднєв.
У 1761 році, після закінчення академії, призначений вчителем риторики і грецької мови в Крутицьку духовну семінарію і «керував нею за відсутністю ректора і префекта».
У 1765 році був викликаний у Санкт-Петербург, де був призначений інспектором семінарії, але в 1766 році разом із трьома студентами Слов'яно-греко-латинської академії в якості інспектора відправився до Німеччини і в Геттінгенському університеті слухав різні курси: з герменевтики, богослів'я, церковної історії, досвідченої фізики, статистики та чистої математики, а також вивчав німецьку і французьку мови.
У 1772 році повернувся в Росію. У 1773 році, після іспиту, проведеного професорами Санкт-Петербурзької академії наук у присутності Санкт-Петербурзького архієпископа Гавриїла Петрова і Львівського архієпископа Інокентія Нечаєва, він отримав ступінь професора філософії, історії та словесних наук.
У грудні 1774 приїхав до Москви і був призначений учителем Слов'яно-греко-латинської академії, а у квітні 1775 року його було призначено префектом і професором філософії академії. У чернецтво з ім'ям Дамаскіна був пострижений архімандритом Амвросієм Подобєдовим у присутності імператриці Катерини II в Перервинському монастирі 8 вересня 1775 року; висвячений у сан ієромонаха в церкві Дванадцяти апостолів 13 жовтня того ж року.
У квітні 1778 року возведений у сан архімандрита Богоявленського монастиря, а 24 травня цього ж року був призначений ректором Слов'яно-греко-латинської академії і професором богослів'я і «перейменований на архімандрита Заіконоспаського монастиря»; 19 квітня 1779 року призначений членом Московської синодальної контори та цензором духовних книг.
За час свого ректорства поліпшив метод викладання і звільнив академічну науку від кайданів схоластики, збільшив академічну бібліотеку, ввів урочисті збори та диспути в академії. Брав участь і в роботі Вільних російських зборів, заснованих при Московському університеті.
У 1782 році, 5 травня, архімандрит Дамаскін був призначений єпископом Севським, вікарієм Московської єпархії; 5 липня відбулася його хіротонія, яку здійснили митрополит Платон Левшин і архієпископи Гавриїл Петров і Інокентій Нечаєв. Займаючи кафедру єпископа Севського, владика Дамаскін за короткий час встиг упорядкувати благочинницьку звітність, підняти справу церковної проповіді, поліпшити церковний хор.
З 22 вересня 1783 єпископ Дамаскін був переведений у Нижегородську єпархію, якою керував до 1794 року.
Турбота про освіту була завжди в центрі уваги єпископа Дамаскіна. І духовенству він прагнув прищепити любов до науки. При призначенні священнослужителів на місця преосвященний Дамаскін головну увагу приділяв освіті.
Духовні семінарії єпархії були приведені ним у блискучий стан: розширене викладання богослів'я, введене вивчення ряду місцевих мов, збільшені бібліотеки.
Захоплення наукою було настільки сильним, що преосвященний не раз у листах і проханнях до високопоставлених осіб і до Петербурзького митрополита Гавриїла Петрова висловлював бажання піти на спокій і працювати лише на благо науки.
За власним проханням 12 січня 1794 року був звільнений на відпочинок у Московський Покровський монастир, де і помер 18 грудня 1795 року.

## Праці
Дамаскін займався літературною діяльністю, захоплювався наукою, писав праці. Його праці нечисленні, але досить цінні. За свої вчені праці він був обраний в екстраординарні члени Геттінгенського університету, в Росії — в члени Академії наук.
Переробив, доповнив і видав богословський трактат архієпископа Феофана Прокоповича «Про походження Святого Духа». — Гота, 1772.
Серед його творів:
- Про сліди слов'янської мови в пустелях грецьких і латинських. (Дисертація) // Збори проповідей, виголошених з 1775 по 1782 рік.- М., 1783.
- Словники чужорідних мов. Про церковні книги Грецької Церкви. Про російську бібліотеку. Твори М. В. Ломоносова. — М., 1778. Кн. 1-3.
- Повчальні слова та інші твори Платона, митрополита Московського. — М., 1779.
- Словник мов різних народів, що мешкають у Нижегородській єпархії, а саме: росіян, татар, чувашів, мордви і черемисів; з найвищої ласки і веління імператриці Катерини Олексіївни, за розташований абеткою російських слів і в Нижньогородській семінарії і складений 1785 року від священиків та семінаристів, що знають ці мови, під наглядом Дамаскіна, єпископа Нижегородського й Алатирського, (чорновий варіант рукопису зберігається в Державному архіві Нижегородської області: Гано, ф. 2013 «Колекція Нижегородської губернської ученої архівної комісії», оп. 602 а, д. 187).

### Переклади
- Німецькою: скорочена версія Літопису Нестора
- Латиною: Платон, митрополит. «Православне вчення, або скорочене Богослів'я». — СПб. 1774.
- Російською: Зульцер. «Про корисне для юнацтва читання давніх класичних письменників». — М., 1780; 1 787.